# Jacobus Bisschop
Jacobus Bisschop (Dordrecht, februari 1658 – aldaar, 1704) was een Noord-Nederlandse schilder, gespecialiseerd in portretten en diervoorstellingen. Volgens Houbraken decoreerde hij ook kamers en plafonds.
Hij was de zoon van de bekende kunstschilder Cornelis Bisschop en de oudere broer van schilder Abraham Bisschop. Op 10 oktober 1694 trouwde Jacobus met Elisabeth van Schaeck (geboren in 1667).
Jacob ontving zijn opleiding van zijn vader en later van Augustinus Terwesten I bij de Confrerie Pictura in Den Haag. Hij werkte in Dordrecht, Amsterdam, en Den Haag, en keerde in 1688 terug naar Dordrecht. Daar was hij lid van het Sint-Lucasgilde in 1695 en 1696 en bleef actief als schilder tot aan zijn dood.
Zijn achternaam wordt ook wel geschreven als Jacob Busschop.
- Biografisch Portaal: 54394426
- Digitale Bibliotheek voor de Nederlandse Letteren: biss014
- National Gallery of Victoria: 4980
- RKD-Nederlands Instituut voor Kunstgeschiedenis: 202537